# Legia Włoska
Legia Włoska – polska formacja wojskowa w służbie francuskiej.
Powstała w 1800 roku na skutek połączenia wojsk 1. i 2 Legii. Początkowo miały ją tworzyć cztery bataliony piechoty, pułk jazdy i kompania artylerii konnej. Po przeprowadzonej w następnych miesiącach reorganizacji i uzupełnieniu stanów osobowych, 23 lipca 1800 roku liczyła 117 oficerów i 2564 żołnierzy.

## Struktura organizacyjna
Dowództwo Legii – dowódca Jan Henryk Dąbrowski
- I batalion  – Szymon Białowiejski
- II batalion  – Józef Chłopicki
- III batalion  – Piotr Świderski
- IV batalion  – Ignacy Stanisław Zawadzki
- V batalion  – Ignacy Jasiński
- VI batalion  – Tomasz Zagórski
- VII batalion  – Kazimierz Małachowski
- batalion artylerii  – Wincenty Aksamitowski

23 października utworzono dodatkowo batalion grenadierski, a Legia podzielona została na dwie brygady: 
- 1 Brygada w składzie I, II, i III batalionu – dowódca (szef) brygady: Jan Strzałkowski[a]
- 2 Brygada w składzie IV, V,VI, VII batalion i  batalion grenadierów[b] – dowódca  (szef) brygady: Andrzej Karwowski

## Chorągiew
Chorągiew z wyobrażeniem koguta galijskiego, czapki frygijskiej i numeru z napisem: REPUBLIQUE FRANGAISE. Strefy pionowe: ciemnoniebieska, biała, czerwona. Wstążka przy numerach: biało–czerwona. Czapka frygijska czerwona. Kogut i gałązki w barwach naturalnych. 
Opis sporządził Gembarzewski według rysunku Bolesława Starzeńskiego z Biblioteki Jagiellońskiej w Krakowie. Przy tym rysunku znajdowała się notatka, iż na odwrocie chorągwi był napis: "Legion Polonaise" i że chorągiew była ofiarowana Legii Polskiej we Włoszech w roku rewolucyjnym IX (1800/1801) przez pierwszego konsula, Napoleona Bonapartego
Następnie chorągiew przeszła do 1 pułku piechoty Legii Nadwiślańskiej w korpusie Sucheta w Hiszpanii. W stanie całkowitego zniszczenia, tak że tylko strzępy pozostały przy drzewcu, została zwrócona Ministerium Wojny w dniu 26 marca 1812 roku.
Na jej miejsce pułk 1 piechoty Nadwiślańskiej otrzymał nową chorągiew.